# Namurium
Das Namurium, auch verkürzt zu Namur, ist in der Erdgeschichte ein Zeitintervall des Karbon (Paläozoikum). Es ist die untere regionale und überregionale Stufe des Silesium oder des früheren Oberkarbons in Mittel- und Westeuropa. Die Grenzen des europäischen Oberkarbons bzw. des Silesium stimmen nicht mit den Grenzen des globalen Pennsylvanium-Subsystems überein, das in etwa das Äquivalent des Oberkarbons ist. In absoluten Zahlen ausgedrückt (geochronologisch) reicht das Namurium von etwa 326,5 Millionen bis 316,5 Millionen Jahren vor heute. Es folgt auf die Viséum-Stufe und wird von der Westfalium-Stufe abgelöst.

## Geschichte und Namensgebung
Die Stufe ist nach der belgischen Stadt Namur benannt. J.-C. Purves schied 1881 eine Stufe aus, die zwischen den Schichten mit den Kohlenflözen und dem Kohlenkalk lag. 1883 nannte er diese Stufe Namurium („Namurien“). Die Namurium-Stufe wurde vom 1. Karbon-Kongress in Heerlen 1927 ratifiziert, der stratigraphische Umfang wurde jedoch nach oben erweitert und umfasste nun alle oberkarbonischen Schichten, die nicht zum produktiven Oberkarbon gehörten. Das Namurium wurde jedoch von der International Commission on Stratigraphy nicht als globale Stufe übernommen. Es ist jedoch weiterhin als regionale und überregionale Stufe in Mittel- und Westeuropa verfügbar.

## Definition und Korrelation
Die Untergrenze des Namurium und auch des Silesium ist durch das Ersteinsetzen der Ammoniten-Art „Cravenoceras“ leion (= Emstites leion) definiert. Die Obergrenze war ursprünglich durch das Einsetzen der ersten Kohleflöze markiert. Inzwischen wird die Namurium/Westfalium-Grenze mit dem Ersteinsetzen der Ammoniten-Art Gastrioceras subcrenatum (Schlotheim) definiert. In der globalen Stufengliederung entspricht das dem mittleren Bashkirium. In absoluten Zahlen ausgedrückt reicht das Namurium je nach verwendeter stratigraphischer Tabelle von 328,3 bis etwa 315 Millionen Jahre, bzw. 326,5 bis 316,5 Millionen Jahre.

## Untergliederung
Traditionell wird das Namurium in drei Unterstufen unterteilt, die mit den Großbuchstaben A, B und C bezeichnet wurden. Allerdings stellte sich heraus, dass diese drei Unterstufen sehr unterschiedlich lange Zeitabschnitte repräsentieren, wobei Namurium A den weitaus größten Teil der Zeit einnimmt, mehr als Namurium B und C zusammen. In England etablierte sich eine andere Unterstufengliederung. Biostratigraphisch wurde das Namurium auch in E1,2, H1,2, R1,2 und G1 unterteilt. Dabei bedeutet E = Eumorphoceras, H = Homoceras, R = Reticuloceras und G = Gastrioceras; alle vier Gattungen sind Ammonoideen.
- Namurium C, entspricht dem Yeadonium (oder G1)
- Namurium B und R2, entspricht dem Kinderscoutium (oder R1) und Marsdenium (oder R2)
- Namurium A, entspricht dabei dem Pendleium (oder E1), Arnsbergium (oder E2), Chokierium (oder H1) und Alportium (oder H2)